# Modo menor
Modo menor é um sistema de classificação de escalas musicais.

## Características
Classificam-se como pertencentes ao modo menor todas as escalas que formam, a partir de sua tônica, um acorde menor.
Pertencem a este grupo os seguintes modos gregos (padronizadas):
- Modo dórico
- Modo frígio
- Modo eólio
- Modo lócrio

Sendo que podemos entender que, as escalas menores natural, melódica e harmônica também, de alguma forma, pertencem ou originam-se de um modo menor.